# Scott Duncan (Tennisspieler)
Scott Duncan (* 21. August 1994 in Edinburgh, Schottland) ist ein britischer Tennisspieler.

## Karriere
Auf der ITF Junior Tour erspielte sich Duncan bei wenigen Matches keine Punkte.
Bis 2020 absolvierte Duncan ein Studium an der University of Stirling. Profiturniere spielte Duncan vor allem im Doppel, während er im Einzel bei keinem seiner Turnierteilnahmen über die zweite Runde hinauskam. Seine beste Platzierung dort ist der 1274. Platz der Weltrangliste. Im Doppel sammelte Duncan 2017 seine ersten Punkte in der Weltrangliste. Im Jahr 2018 gewann er auf der drittklassigen ITF Future Tour seine ersten zwei Titel und stieg damit in die Top 500 ein. Nach einigen schwächeren Jahren kehrte Duncan 2022 in die Erfolgsspur zurück, indem er vier weitere Futures gewann. Drei davon mit seinem neuen Stammpartner Marcus Willis. Mit Platz 393 schloss Duncan das Jahr so hoch ab wie noch nie. Den Großteil der Saison 2023 nahmen Duncan und Willis zusammen in Angriff. Neben drei Titeln auf der Future Tour lag ihr Fokus erstmals auch auf der höherdotierten ATP Challenger Tour. In Cassis standen sie das erste Mal im Challenger-Halbfinale, ehe sie beim letzten Challenger des Jahres in Maspalomas ihren ersten Titel dieser Kategorie feierten. Sein Ranking verbesserte er bis Platz 180 im Doppel.

## Erfolge
| Legende (Anzahl der Siege) |
| Grand Slam                 |
| ATP Finals                 |
| ATP Tour Masters 1000      |
| ATP Tour 500               |
| ATP Tour 250               |
| ATP Challenger Tour (3)    |

### Doppel

#### Turniersiege
| Nr. | Datum            | Turnier    | Belag         | Partner         | Finalgegner                   | Ergebnis          |
| --- | ---------------- | ---------- | ------------- | --------------- | ----------------------------- | ----------------- |
| 1.  | 2. Dezember 2023 | Maspalomas | Sand          | Marcus Willis   | Théo Arribagé Sadio Doumbia   | 7:65, 6:4         |
| 2.  | 17. Februar 2024 | Glasgow    | Hartplatz (i) | Marcus Willis   | Kyle Edmund Henry Searle      | 6:3, 6:2          |
| 3.  | 12. Juli 2025    | Nottingham | Rasen         | James MacKinlay | Charles Broom Mark Whitehouse | 7:5, 4:6, [20:18] |